# Municipio 1 South Marshall
El municipio 1 South Marshall (en inglés: Township 1, South Marshall) es un municipio ubicado en el  condado de Madison en el estado estadounidense de Carolina del Norte. En el año 2010 tenía una población de 1.194 habitantes.

## Geografía
El municipio 1 South Marshall se encuentra ubicado en las coordenadas 35°46′2.9″N 82°44′12.98″O / 35.767472, -82.7369389.